# Birger Schöldström
Fredric Birger Schöldström, född 10 december 1840 i Kungsbacka, död 28 november 1910 i Engelbrekts församling i Stockholm, var en svensk publicist och författare.

## Biografi
Schöldström genomgick Göteborgs realgymnasium och arbetade därefter en tid vid D.F. Bonniers bokhandel. Han övergick emellertid snart till publicistisk verksamhet och blev 1863 knuten till Göteborgs-Posten. År 1867 flyttade han till Stockholm, där han under en period tillhörde medarbetarna i Aftonbladet. Under 1870-talet medverkade han bland annat i Söndags-Nisse, Stockholms Aftonpost och Nya Dagligt Allehanda. Vid sidan av journalistiken ägnade han sig åt kulturhistoriskt författarskap – inte minst rörande bibliografi och personhistoria – vilket upptog allt större del av hans tid.
Birger Schöldström blev hedersledamot av Petőfisällskapet i Budapest 1882 och korresponderande ledamot av den ungerska vitterhetsakademien 1905. Svenska Akademien utdelar sedan 1960 Birger Schöldströms pris.
Birger Schöldström är begravd på Norra begravningsplatsen utanför Stockholm.